# Staden
Staden è un comune belga di 11 068 abitanti, situato nella provincia fiamminga delle Fiandre Occidentali.